# 蹄铁曲线 (宾夕法尼亚州)
蹄铁曲线是诺福克南方铁路之匹兹堡线路在美国宾州布莱尔县洛根镇（Logan Township）的一段长3,485-英尺（1,062-）的三路铁轨路段。它直径接近1,300英尺（400），几乎有2%的坡度。当一列火车自阿尔图纳向西行驶时，它在这部分长0.66-英里（1.06-），旋转220度的曲线路段大约爬升60英尺（20）。
这段曲线由宾夕法尼亚铁路在1854年建成，借此通过增加路程来减缓到达阿利根尼山脉山峰的坡度。它被建为耗费时间的阿勒格尼转运铁路（Allegheny Portage Railroad）的替代物，而那条铁路为除此之外唯一穿越山脉的方式。它自开放以来，就担任此地区的交通基础设施的重要部分，而且二战期间，1942年被纳粹德国作为Pastorius行动的一部分而定为目标。这段曲线后来被宾夕法尼亚铁路的继承者——宾州中央运输公司（Penn Central Transportation Company），联合铁路公司（Conrail），诺福克南方铁路公司持有并使用。蹄铁曲线在1966年被加入到国家史迹名录中，并被命为国家历史名胜。2004年，它又被命为国家历史土木工程名胜。
自开放以来，蹄铁曲线成为了吸引游客的地方。轨道旁给游客的观看公园在1879年建成。公园在1990年代被翻新，而且还建了一个游客中心。该中心由阿尔图纳铁路人纪念馆（Railroaders Memorial Museum）管理，并包含有和这段曲线相关的展品。

## 位置和设计

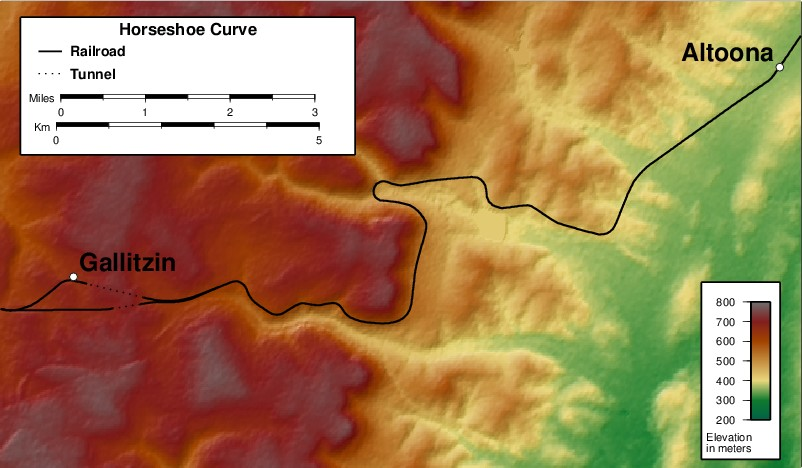
蹄铁曲线周围地区的地形图

蹄铁曲线是匹兹堡线路一段3,485-英尺（1,062-）长的部分，此线路是诺福克南方铁路主要的西东向线路，地处宾州的匹兹堡与哈里斯堡之间的匹兹堡分局。[a]自阿尔图纳来的西向列车需要爬升一段最大为1.85%度，12英里（19）的斜坡，才可到达加利钦（Gallitzin）的阿勒格尼山脉顶峰。火车在那里穿过加利津隧道，下坡25英里（40），最大坡度为1.05%，进入约翰斯敦。
这段曲线处于布莱尔县洛根镇之中的阿尔图纳西部5英里（8）处，且位于242号铁路里程牌。布莱尔县老兵纪念高速公路（4008号州道）向西和阿尔图纳山谷平行，并在这段曲线下经由一条隧道横穿而过。蹄铁曲线东侧开放的空间内有一个水坝和湖，这里是三个一连串，沿着山谷，阿尔图纳水务局（Altoona Water Authority）所有的水库的最高处。蹄铁曲线跨过两条因小溪形成的山涧：北侧的Kittanning溪，南侧的Glenwhite溪
每100英尺（30），蹄铁曲线处的铁轨就弯曲9度15分，而整段曲线有220度。这段曲线对向最宽（直径）为大约1,300英尺（400）。蹄铁曲线从南侧海拔1,650英尺（500）处向北下降到海拔1,594英尺（486），坡度为1.73%。这段曲线由三组每码140磅(70 kg/m)的连续焊接的铁路路轨组成。柴油化和引进动态制动与铁轨上油器之前，曲线处的铁轨可以被调换—左换到右，反之亦然—借此平衡过往的蒸汽机车头及车厢的车轮凸缘带给每侧铁轨的磨损量，因此延长了寿命。

## 历史
1834年，宾州建成了跨过阿勒格尼山脉，连接费城和匹兹堡的阿勒格尼转运铁路（Allegheny Portage Railroad）。此转运铁路以一系列的运河和斜面组成，并且一直使用到19世纪中叶。宾州铁路在1847年组成公司，担任哈里斯堡至匹兹堡的铁路修建，以避开麻烦的转运铁路。

### 建造和使用

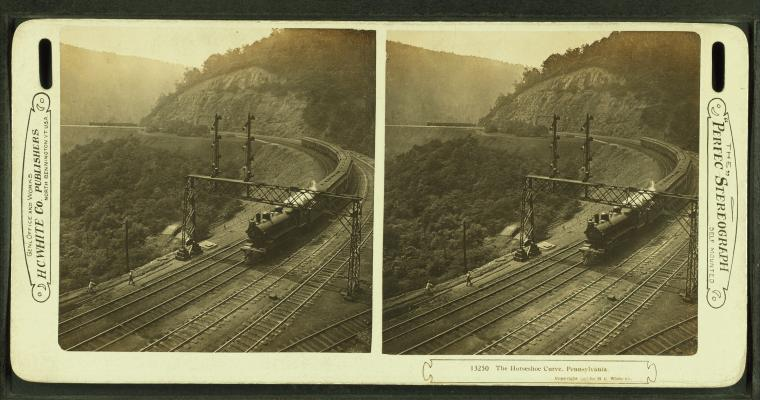
一列火车在曲线上环行的立体照片卡，约1907年

本州的工程师使用多年前完成的调查，推荐了一条自刘易斯敦向西，沿着山脊的路线，于是将全长84-英里（135-）的线路的最大坡度保持在0.852%。然而，宾州铁路总工程师John Edgar Thomson选择建一条自刘易斯敦，随Juniata河沿岸较为低平的地势， 只有在阿尔图纳西侧一段9.8-英里（15.8-）长的铁轨部分才有爬坡的线路。据发现，阿尔图纳西部的山谷被一座山分为两条山涧。自加利钦向东完成的报告已经决定好了一条，在山谷对面，使坡度可行的合适线路。使用桥梁穿越此山谷会使得坡度变为4.37%，这对于大多数列车来说过陡。为使用曲线来增长地点之间距离以减缓坡度，工程师在攀升时遇到的第一处，因Kittanning溪形成的山涧填土方，把两涧之间山处的土掘走，再把这些土堆填到第二处，因Glenwhite溪形成的山涧。
蹄铁曲线处的施工在1850年开始，耗时三年完成。此建造并没有使用任何重型设备；只用了人与“锄和铲，马和拖”。整条线路，包括蹄铁曲线，在1854年2月15日开放。在阿尔图纳和约翰斯敦之间安置31.1英里（50.1）轨道的总成本为2,495,000美元，相当于每英里80,225元($49,850 /km)。余下在曲线内侧的山在1879年被夷平，以便建造一个公园和观看区——第一个专为观看列车而建的地方。随着列车流量需求的增长，第三组轨道在1898年加入到这段曲线，两年后又加入第四组来舒缓交通挤塞。
大约1860年代到接近二战开始，蹄铁曲线由Kittanning Point站管理。20世纪初期，两条支线铁路连接到蹄铁曲线处的主线；Kittanning Run铁路和Glen White煤与木材公司所有的铁路顺着各自的溪流到达附近的煤矿。宾州铁路公司派空的漏斗车去kittanning Point站，而这两条铁路之后会把载满煤的车运回此站。站对面，一条支路安置在煤栈桥，1900年代早期，火车在此可以采取燃料和水。1887年，一座水库在蹄铁曲线的尖端建成，供阿尔图纳市使用；第二座水库位于第一座水库之下，于1896年建成。第三座水库，阿尔图纳湖，在1913年完工。一条到此可供游客至这段曲线的碎石路在1932年开放，一个礼品店在1940年建成。
蹄铁曲线是宾州铁路公司的一大卖点。这段曲线在小册子，日历，和其他宣传材料上都有描绘；宾州铁路的股票上也印有它的图案。1890年代，宾州铁路用蹄铁曲线的景观与纽约中央铁路的“水平面路线”（Water Level Route）竞争。这段曲线的地势比例模型作为宾州铁路展品的一部分，在1893年芝加哥哥伦布世界博览会中展出。所有宾州铁路的列车长要求宣布蹄铁曲线给白天的乘客—这个传统延续到美铁的列车。宾州也不遗余力地防止乘客对这段曲线的视线被过往货运列车挡住。

### 二战与战后
二战期间，蹄铁曲线被用于运输军队和物资，为同盟战争做出努力，并且，被置于武装守卫之下。纳粹德国的军情兵，Abwehr ，在一个代号为Pastorius行动的计划中，图谋破坏美国的重要工业资产。1942年6月，四人由潜艇被带来，并在长岛海岸登陆。他们任务为破坏如这段曲线，地狱门大桥，美铝工厂，俄亥俄河上的水闸之类的地方。将要成为的破坏者最终在其中一人，George John Dasch自首后，被联邦调查局逮捕。

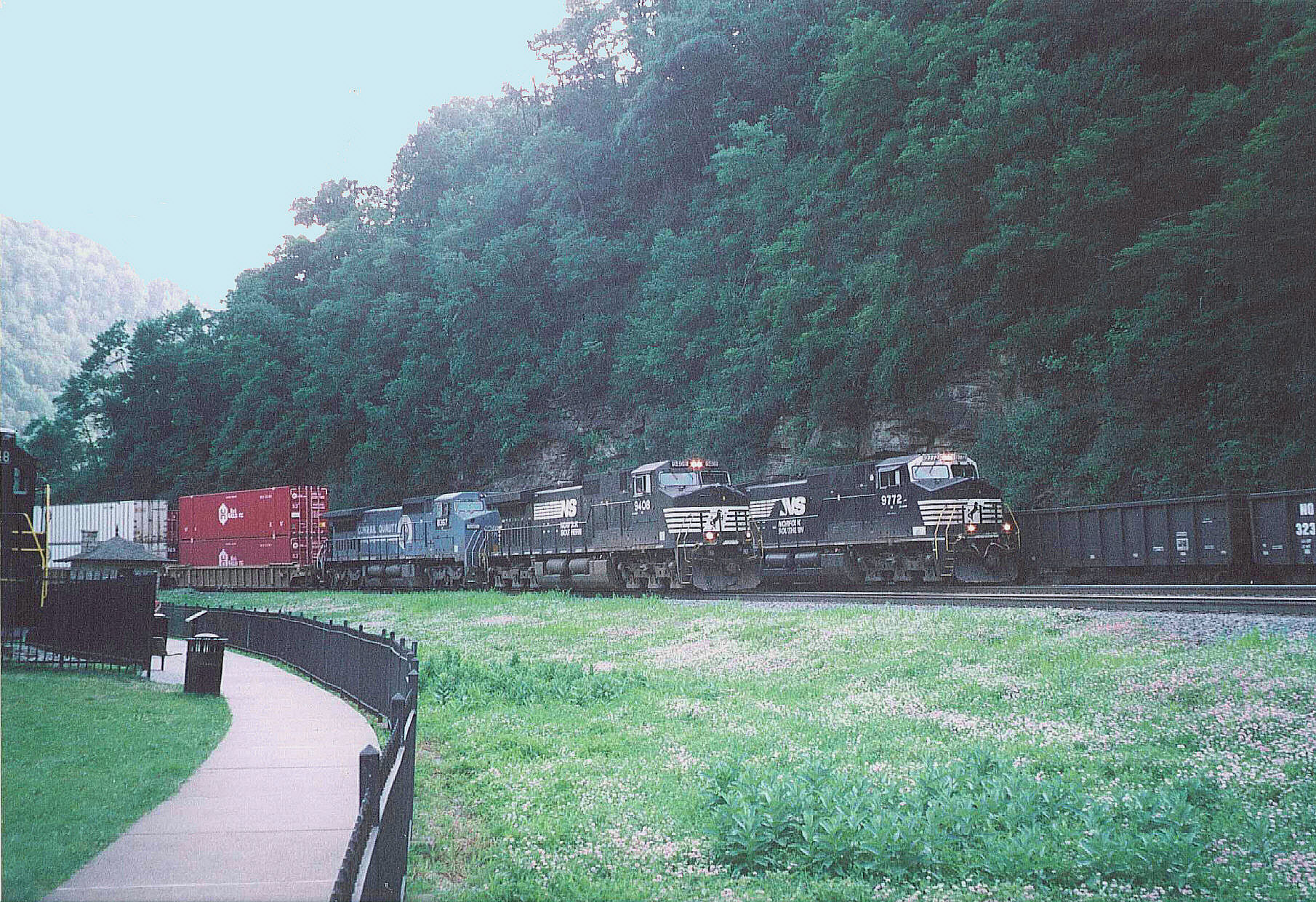
三组诺福克南方铁路货列在这段曲线上相互经过，2006年

1954年，作为蹄铁曲线开放100周年的庆祝活动之一，喜万年电气产品公司（Sylvania Electric Products）使用6,000个闪光灯泡和31英里（50）的线缆照亮这段曲线，拍了一张夜照。这个手法同样纪念了白炽灯泡的75周年。宾州蒸汽机车头1361在1957年6月8日被放置在蹄铁曲线内侧的公园里。此K4s级的火车头是宾州铁路使用的主要火车头类型之一，同时也经常往返于这段曲线。1966年11月13日，蹄铁曲线被列在了国家史迹名录，且被命为国家历史名胜。同年，观看公园的运营也被转给了阿尔图纳市。宾州铁路和纽约中央铁路在1968年合并。合并成立了宾州中央铁路，而它破产并在1976年被联邦政府接管，成为联合铁路。蹄铁曲线内侧数起第二道铁路在1981年被联合铁路拆除。1985年9月，K4s 1361被搬离这段曲线，使运转恢复有序，并被替换为前联合铁路的EMD GP9柴油电动火车头7048（被重新涂为宾州铁路标识）。
1990年6月起，蹄铁曲线的公园经过了一场580万的翻修，资金由宾州运输部，以及国家公园管理局的“美国工业遗产项目”（America's Industrial Heritage Project）提供。1992年4月，翻修完工，而且还落成了一个新的游客中心。1999年，联合铁路所有的铁轨被分给了CSX运输公司和诺福克南方铁路，蹄铁曲线被后者获得。2004年的150周年纪念之时，蹄铁曲线再次以烟火和轨载探照灯点亮，借此表达对1954年庆典的尊敬。美国土木工程协会在2004年将它命为国家历史土木工程地标。

## 当前运作
蹄铁曲线的流量在1940年代达到顶峰，每日超过50辆客运列车，同时有许多货运和军事列车。随着高速公路和航空旅行变得流行，二战后的年月对列车旅行的要求大幅下降。作为诺福克南方铁路匹兹堡路线的一部分，这段曲线仍旧繁忙，并且，截至2008年，每日通过51辆定期的货运列车，这还不包括（每站必停的）慢车以及算上后数量就翻倍的辅助机车的活动。3,000马力（2,200千瓦）的EMD SD40-2和SD40E辅助车接连连接在长列车的尾部，提供额外的攀升到峰顶的必需功率，并且在下坡时辅助制动。美铁的Pennsylvanian号每日匹兹堡和纽约城之间的行程在这段曲线上来回各走一趟。
阿尔图纳铁路人纪念馆在曲线基部经营一个游客中心，每年自4月到10月开放。6,800-平方英尺（632-平方）的中心包含各种历史人工制品和与这段曲线有关的纪念物，和一个阿尔图纳——约翰斯敦地区的立体地图。通向这段曲线要么通过288-英尺（88-）的缆索车，要么通过194步的台阶，这相当于10层楼的高度。缆索车为单轨，而斜坡中部车辆可以相互经过。除了一个展出的火车头外，一个从前的“看守人棚屋”也坐落在公园里。蹄铁曲线在铁道迷中流行；观看列车的人有时可以看到三组列车同时经过这段曲线。